# Szerb Zsigmond
Szerb Zsigmond, születési nevén Stern Zsigmond (Pest, 1867. augusztus 25. – Budapest, 1962. február 27.) magyar orvos, belgyógyász, kórházi főorvos. Szerb Antal író, irodalomtörténész nagybátyja.

## Élete
Stern Antal (1838–1897) és Hirsch Berta (1846–1933) gyermekeként született. Egyetemi tanulmányait a budapesti, bécsi, zürichi, würzburgi és párizsi egyetemeken végezte. Orvosi oklevelét a Budapesti Tudományegyetemen nyerte el. 1913-ig az Erzsébet Szegényházban dolgozott, előbb rendelő, majd osztályvezető főorvosként. Az első világháború idején a Kun utcai kórház belosztályának főorvosa lett. 1928-ban egészségügyi főtanácsosi címet kapott. 1932-ben a Maglódi utcai közkórházba helyezték át. Főként az emésztőszervek betegségeivel foglalkozott, ezekből számos közleménye jelent meg hazai és külföldi orvosi lapokban. Révész Vidorral együtt tanulmányozta a gyomorbetegségek röntgendiagnosztikáját. Justus Jakabbal a Therapia orvosi könyvsorozatot szerkesztette.
Házastársa Rauch Krisztina volt, Rauch János és Rauchenberger Mária lánya, akit 1926. december 11-én Budapesten, az Erzsébetvárosban vett nőül.

## Főbb művei
- Differentiál-diagnostikai tanulmányok a gyomorbetegségek köréből (1906)
- Az epekő- betegség belgyógyászati kezelése (Budapest, 1930)
- A gyomorfekély felismerése és gyógyítása (Budapest, 1932)
- Éljen az élet! A gasztronómia regénye (Budapest, 1942)